# 蟲紋蛇石首魚
蟲紋蛇石首魚為輻鰭魚綱鱸形目鱸亞目石首魚科的其中一種，分布東太平洋區，從巴拿馬至祕魯海域，體長可達35公分，棲息在沿海沙泥底質海域，屬肉食性，底棲性無脊椎動物為食，可做為食用魚。